# Alkaligestein

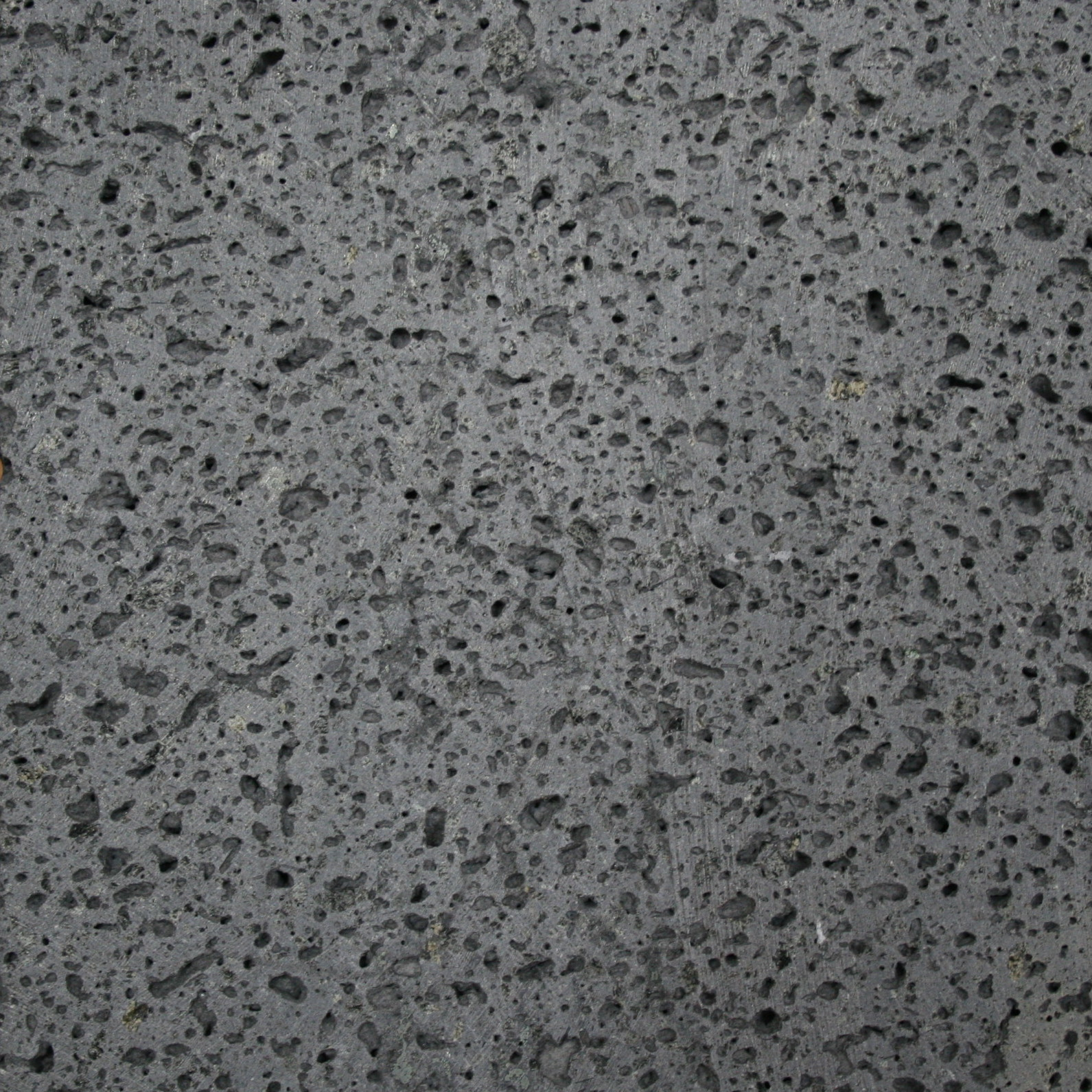
Mayener Basaltlava

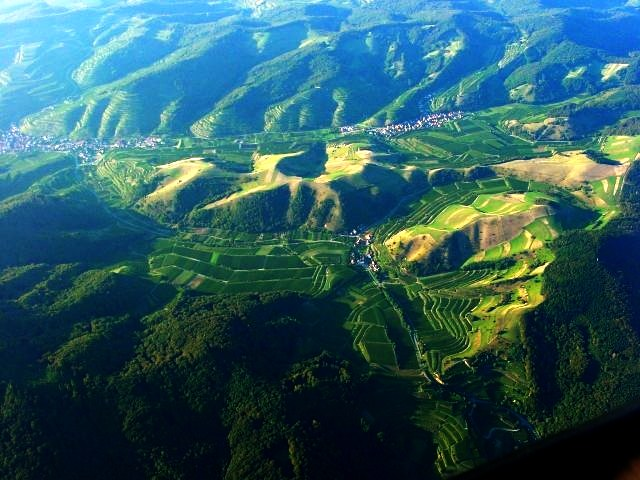
Kaiserstuhl

Als Alkaligestein ist in der Petrologie ein magmatisches Gestein mit einem hohen Anteil an Alkalimetallen (vor allem Natrium und Kalium) und geringem SiO2-Gehalt. Petrographisch drückt sich dies im Auftreten von Foiden neben Feldspat und dem Fehlen von Quarz aus. Daneben können in Alkaligesteinen zahlreiche weitere Minerale auftreten: Pyroxene (häufig Ägirin, Augit, Melilith), Amphibole (u. a. Richterit, Kaersutit), Olivin, Glimmer, Granat und andere. Alkaligesteine können sowohl Vulkanite, Subvulkanite bzw. Ganggesteine und Plutonite bilden. Aufgrund der sehr variablen mineralogischen Zusammensetzung existiert eine Fülle von verschiedenen Gesteinsnamen. Zu den bekannteren und verbreiteten Vertretern zählen Basanit, Tephrit, Essexit, Phonolith, Foid-Syenit, Melilithit, Shoshonit, Nephelinit, Hawaiit, Alkalibasalt, Ankaramit, Lamproit, Lamprophyr und Kimberlit.

## Vorkommen
Alkaligesteine treten sowohl im ozeanischen (z. B. auf Hawaii und Island) als auch im kontinentalen Bereich auf. Sie werden heute in zahlreichen aktiven Vulkangebieten zu Tage gefördert, sind jedoch nur untergeordnet am Aufbau der Erdkruste beteiligt. Im kontinentalen Bereich stehen sie in räumlicher und zeitlicher Verbindung mit der Entstehung von Riftsystemen wie etwa dem Ostafrikanischen Graben. Häufig treten Alkaligesteine gemeinsam mit Karbonatiten auf und bilden so genannte Alkaligesteins-Karbonatitkomplexe. Ein Beispiel in Deutschland ist hierfür der Kaiserstuhl im südlichen Oberrheingraben.
Interessant sind Alkaligesteine bzw. Alkalibasalte vor allem aufgrund der Tatsache, dass ihre Magmenquellen sehr tief im Erdmantel sitzen, sie sehr schnell aus dieser Tiefe aufsteigen und häufig Erdmantelxenolithe zu Tage fördern. Diese Xenolithe sind für die Wissenschaft sehr wichtige Gesteine, da sie einen unmittelbaren Einblick in die chemische und mineralogische Zusammensetzung des Oberen Erdmantels geben.

## Chemismus
Alkaligesteine können, bei niedrigem SiO2-Gehalt, weit über 10 Gewichtsprozent Alkalimetalloxide (hauptsächlich K2O und Na2O) enthalten und liegen daher im TAS-Diagramm im linken oberen Bereich. Anhand des Alkaliverhältnisses (K2O:Na2O) werden innerhalb der Gruppe der Alkaligesteine eine Na-Serie, eine K-Serie und eine High-K-Serie unterschieden. Während die ozeanischen Vertreter vergleichsweise niedrige Alkaligehalte und ein relativ gleichbleibendes Alkaliverhältnis haben, weisen die kontinentalen Alkaligesteine eine sehr große Variabilität auf.